# Auki
Auki je glavni grad provincije Malaita, Salomonski Otoci. Nalazi se na sjevernom kraju lagune Langalanga na sjeverno-zapadnom dijelu otoka Malaita. Organizirani su dnevni letovi između Honiare (Guadalcanal) i Aukija.
Grad ima struju i cesta prema aerodromu je asfaltirana (otprilike 11 km). Može se naći voće, povrće i svježa riba koja se svaki dan prodaje na glavnom trgu. 